# Giro de Lombardía 1914
El Giro de Lombardía 1914 fue la 10.ª edición del Giro de Lombardía. Esta carrera ciclista organizada por La Gazzetta dello Sport se disputó el 25 de octubre de 1914 con salida y llegada en Milán después de un recorrido de 235 km.
La competición fue ganada por el italiano Lauro Bordin (Bianchi-Pirelli) por delante de sus compatriotas Giuseppe Azzini y Pierino Piacco.

## Clasificación general
| Posición | Ciclista            | Equipo          | Tiempo     |
| -------- | ------------------- | --------------- | ---------- |
| 1        | Lauro Bordin        | Bianchi-Pirelli | 7h 16' 40" |
| 2        | Giuseppe Azzini     | Bianchi-Pirelli | m. t.      |
| 3        | Pierino Piacco      | Individual      | m. t.      |
| 4        | Camillo Bertarelli  | Ganna-Dunlop    | m. t.      |
| 5        | Eberardo Pavesi     | Bianchi-Pirelli | m. t.      |
| 6        | Costante Girardengo | Maino-Dunlop    | m. t.      |
| 7        | Umberto Ripamonti   | Individual      | m. t.      |
| 8        | Emilio Petiva       | Stucchi-Dunlop  | + 4' 40"   |
| 9        | Ugo Agostoni        | Bianchi-Pirelli | + 6' 10"   |
| 10       | Angelo Gremo        | Peugeot-Wolber  | + 8' 30"   |